# Slaget vid Mjölby
Slaget vid Mjölby var ett slag under Dackefejden, i början av 1543, troligen i februari, antagligen i närheten av Kungshögabacken, väster om Mjölby. Förmodligen handlar det om en mindre grupp upprorsbönder som företagit en plundringsexpedition in i Östergötland, mötts av kungens trupper i landskapet och dragit sig tillbaka söderut.
Mycket i uppgifterna om slaget är osäkert, då få samtida dokument finns.
Främsta källan har historiskt varit Per Brahe d.ä.:s krönika, där han säger sig ha besegrat en 20 000–30 000 man stark bondehär under ledning av Nils Dacke, men där denne under slaget varit så rädd att han stått och blåst i lurar och slagit på trummor under slagets gång för att dölja stridslarmet. Krönikan, som saknar all trovärdighet, nedskrevs på 1580-talet, men trycktes först 1893. Rasmus Ludvigssons och Erik Jöransson Tegels krönikor saknar uppgifter om slaget. Enligt saköreslängderna 1543 har emellertid åtta bönder bötfällts för sin delaktighet i slaget vid Mjölby, vilket stärker uppgifterna om att ett sådant slag förekommit. I Gustav Vasas registratur nämner Gustav Vasa 21 februari 1543 rykten om ett bondeanfall över Hålaveden. 27 februari 1543 skriver han till Nils Larsson, som i ledning för en dalafänika skall ha deltagit i striderna, och efterfrågar varför han ännu inte fått några uppgifter om läget i Östergötland. Han skickar därefter flera brev där han efterfrågar information om läget. 6 mars skriver kungen till Per Brahe och tackar för de goda nyheterna från denne, och säger att wij förnimme thin flijtt och willigheet till att göre wåre fiender affbruck och niderlag, vilket troligen syftar på slaget vid Mjölby.
I skriftliga handlingar nämndes slaget första gången i Per David Widegrens Försök till en ny beskrifning öfwer Östergöthland på 1820-talet. Han utpekar Dackehären som segare, och menare vidare att man i grannskapet av Kungshögarna hittat stigbyglar, kulor och sporrar i åkrarna. Några sådana har inte kunnat påträffas och troligen meddelar Widegren endast skrönor vidarebefordrade från några som tagit del av några uppgifter ur Per Brahes krönika.
Sedan krönikan första gången publicerades 1893 började en mer omfattande litteratur i ämnet utkomma. 1907 publicerade lundahistorikern Arthur Stille en uppsats om Dackeupproret, baserat på Brahekrönikan. Stille utbroderade dessa uppgifter och tänkte sig böndernas anfall som tillsammans med angreppet mot Stegeborg som del i en kniptångsmanöver för att erövra Linköping. Stilles uppgifter användes sedan som källa av Anton Ridderstad 1914 Östergötlands historia från äldsta till nuvarande tid, något som gav dem stor spridning. 1937 behandlade Bertil C:son Barkman i en uppsats om Livgardets historia Dackeupproret, där han ifrågasatte Arthur Stilles slutsatser om en kniptångsmanöver, men utgick fortfarande från Brahekrönikans trovärdighet i fråga om ett planerat storanfall mot Östergötland från Dackehärens sida, även om han med förvåning noterar avsaknaden av andra källor för ett sådant anfall.
1968 publicerades en uppsats i Östergötlands länsmuseums årsskrift Östergötland, där det gjordes gällande att det hålvägssystem som fanns i närheten av Kungshögarna skulle utgöra skyttegravar från slaget. Det mesta tyder på att detta inte alls stämmer – de stämmer varken utseendemässigt med skyttegravar eller passar militärhistoriskt med en bondehärs försvarsmetoder vid den här tiden. Först 1964 publcierade Lars-Olof Larsson en modern källkritisk granskning av dokumentationen kring slaget.